# مایکروسافت بیزتاک سرور
مایکروسافت بیزتاک سرور یا به اختصار "بیزتاک" مجموعه‌ای از خدمات نرم‌افزاری است که ساختن راه حل‌های یکپارچه‌سازی را آسان می‌گرداند.
شما برای راه اندازی این سولوشن یا راه حل نرم‌افزاری نیاز به یک سرور سخت افزاری مجزا دارید. یکی از پیش نیازهای نرم‌افزاری آن، شرپوینت است.
می‌توان گفت برای یکپارچه‌سازی یک سازمان شما در ابتدا نیاز به تجزیه و تحلیل دقیق و نیاز سنجی هستید. در گام بعدی شما به کمک برنامه‌نویسی و تعریف شکل و قالب پیغام‌ها و تعاریف دیگر یکپارچه‌سازی را انجام میدهید.
این برنامه یک داشبورد و کنترل پنل مرکزی در اختیار شما قرار می‌دهد که وضعیت جریان‌های کاری و پروسه‌های کسب و کار خود را می‌توانید در آن مشاهده کنید.
این سرور مبتنی بر پیغام طراحی شده‌است  که کاملاً با طراحی‌های پیشرفتهٔ کنونی مثل SOA منطبق است. پس شما هم برای یکپارچه‌سازی کلیه نرم‌افزارهای موجود، باید نگاه سرویس گرا داشته باشید.
همه برنامه‌های سازمانی شما برای یکپارچه‌سازی می‌توانند پیغامی را به سرور ارسال کنند که سرور بیزتاک با مدیریت کلیه پیغام‌ها و ایجاد پیغام‌های جدید و ارسال آن برای برنامه‌های دیگر سازمان شما یا سازمان همکار شما، یکپارچه‌سازی را فراهم می‌کند.
برنامه‌هایی که میخواهند به بیزتاک وصل شوند را شما باید تحلیل کنید تا بتوانید برای آن‌ها وب سرویسی بنویسید که کار فرستادن پیغام را منظم و مدیریت شده و هماهنگ و استاندارد انجام دهد.
این سرور بر اساس دو لایه طراحی شده‌است که لایهٔ اول مبتنی بر پیغام همهٔ کارها را مدیریت می‌کند و لایهٔ دوم مبتنی برای Orachestration است که هماهنگ‌کننده و نظم دهنده به کلیهٔ دریافت‌ها و ارسال‌های پیغام‌ها با برنامه‌های جزیره‌ای در سازمان شماست.
مراحل نصب بیزتاک را با جستجوی ساده در گوگل می‌توانید به صورت مقاله‌های فارسی وا نگلیسی به صورت گام به گام بیابید.
کاربردهای بیزتاک به دلیل تنوع بسیار زیاد آن بستگی به نیاز خاص سازمان شما دارد.
1. ↑  http://mesbahsoft.com/saber/1391/07/07/معماری-بیزتاک-سرور-1-مبتنی-بر-پیام/%5Bپیوند+مرده%5D

معماری بیزتاک سرور